# Can Puic (la Vall d'en Bas)
Can Puic és una obra de la Vall d'en Bas (Garrotxa) protegida com a bé cultural d'interès local.

## Descripció
És un edifici civil orientat a Nord-est, amb teulada a dues vessants. Si bé la façana lateral esquerra és irregular i té un contrafort a l'angle, la resta de la casa és harmoniosa. A la façana principal les finestres i la porta han estat treballades en pedra i la llinda de l'entrada diu: "SAGISMUNDUS COMPTE ME RESTITUIT + 1736" Al davant de la casa hi ha una cabana i una era de la mateixa data en perfecte estat de conservació. Al darrere hi ha un pou-cisterna de pedra treballada.

## Història
Com la majoria de les cases del poble de Joanetes, Can Puic va viure un temps de prosperitat econòmica a mitjans del segle xviii, encara que, per l'estructura, la casa devia ser construïda en segles anteriors i reconstruïda al segle xviii.